# Burgos (Isabela)
Burgos é um município de  quarta classe de renda municipal (d) na província Isabela, nas Filipinas. De acordo com o censo de 1 de maio  de  2020 possui uma população de 26 040 pessoas e 6 410 domicílios.